# Rönne (Alster)
Die Rönne ist ganzjähriges Fließgewässer 3. Ordnung in Schleswig-Holstein und ein linker Nebenfluss der oberen Alster. Sie wird heute vom Gewässerpflegeverband Alster-Rönne unterhalten und betreut.

## Verlauf
Sie entfließt in nordwestlicher Richtung dem Itzstedter See bei Itzstedt im Kreis Segeberg in Schleswig-Holstein und verläuft in diesem Bereich überwiegend naturbelassen. Schon nach wenigen Kilometern wendet sie sich auf Südlauf und wurde dort begradigt. Gegen Ende unterquert sie die Nahe mit Wakendorf II verbindende Landesstraße L 75 und nimmt kurz vor ihrer Mündung in der Rönne-Niederung noch den ähnlich langen Bredenbek aus dem Westnordwesten auf. Dann fließt sie etwas vor der Alsterbrücke der Bundesstraße 432 zwischen Nahe und Naherfurth von links in die obere, hier noch ostwärts fließende Alster ein.

## Schutzgebiet
Der noch frei mäandernde Oberlauf der Rönne ist als Vogelschutzgebiet ausgewiesen und gehört zum FFH-Gebiet „Alstersystem bis Itzstedter See und Nienwohlder Moor“ (DE-2226-391). Das Gewässer ist dort ein naturnaher Bach der durch seggen- und binsenreiche Nasswiesen, Röhrichte und Sümpfe fließt. In den Staudenfluren finden zahlreiche wasserliebende Brutvögel Nistmöglichkeiten. In der Rönne sind Vorkommen der Gemeinen Flussmuschel schützenswert.

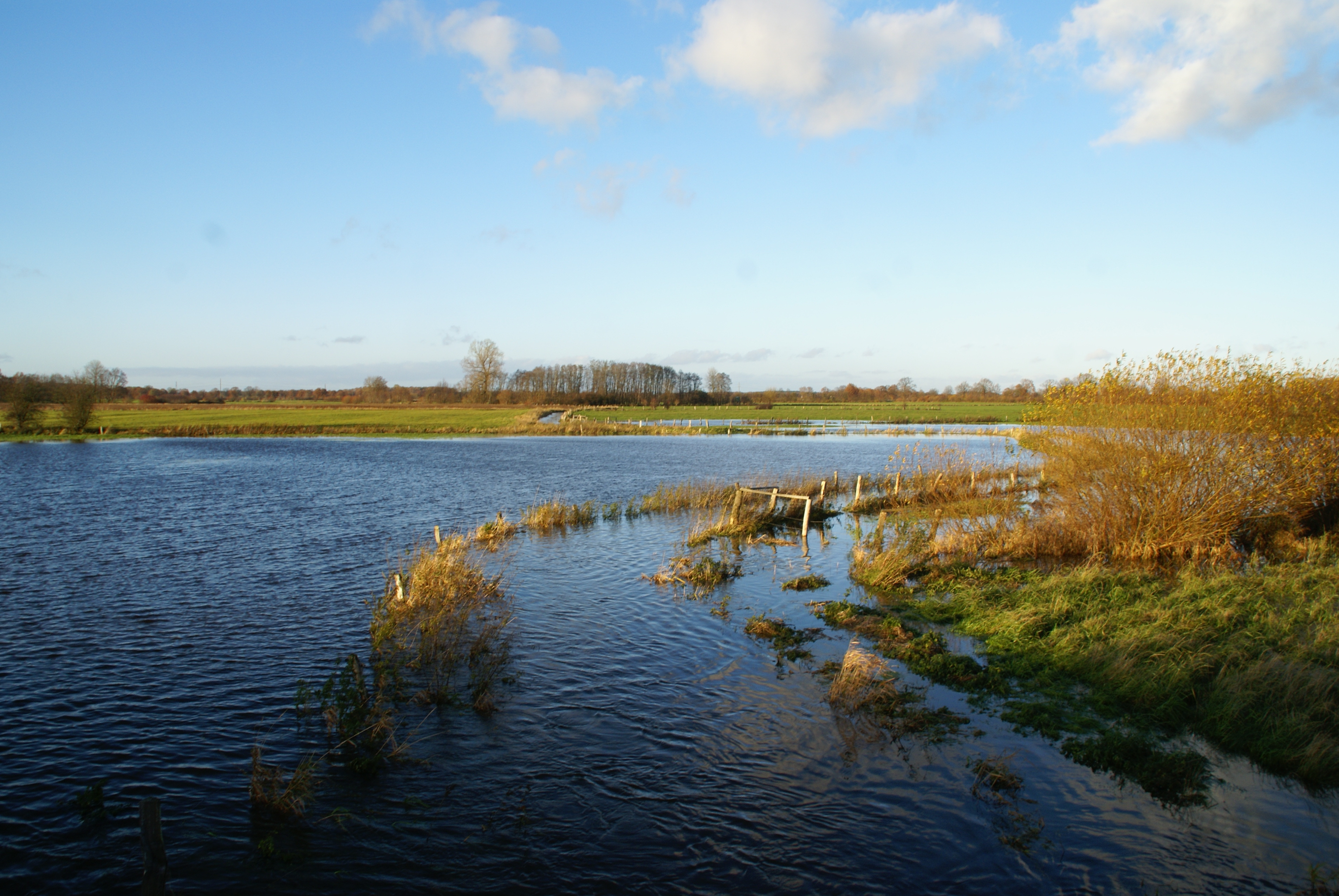
Rönnehochwasser (2010)
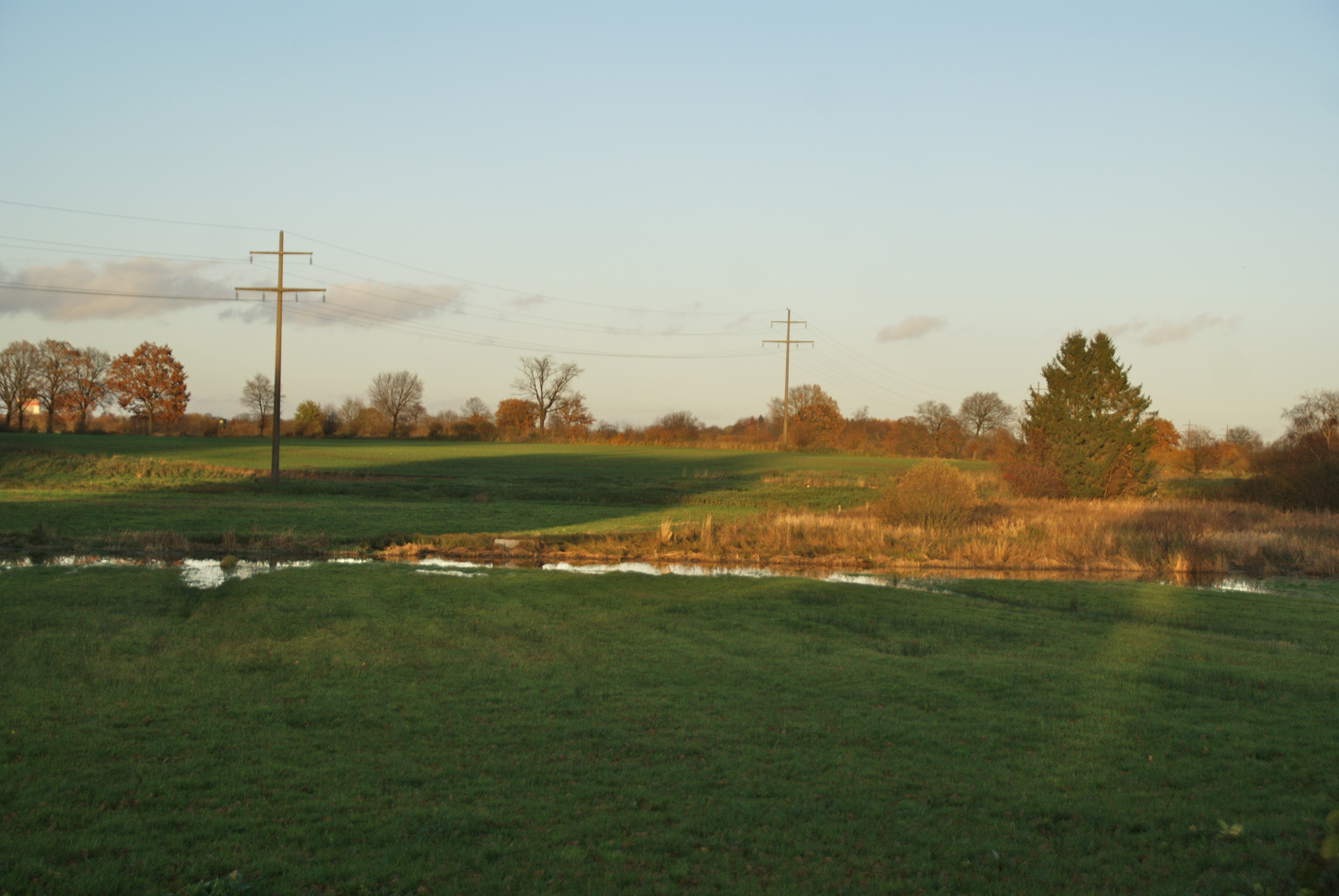
Rönne nordwestlich des Itzstedter Sees (2010)
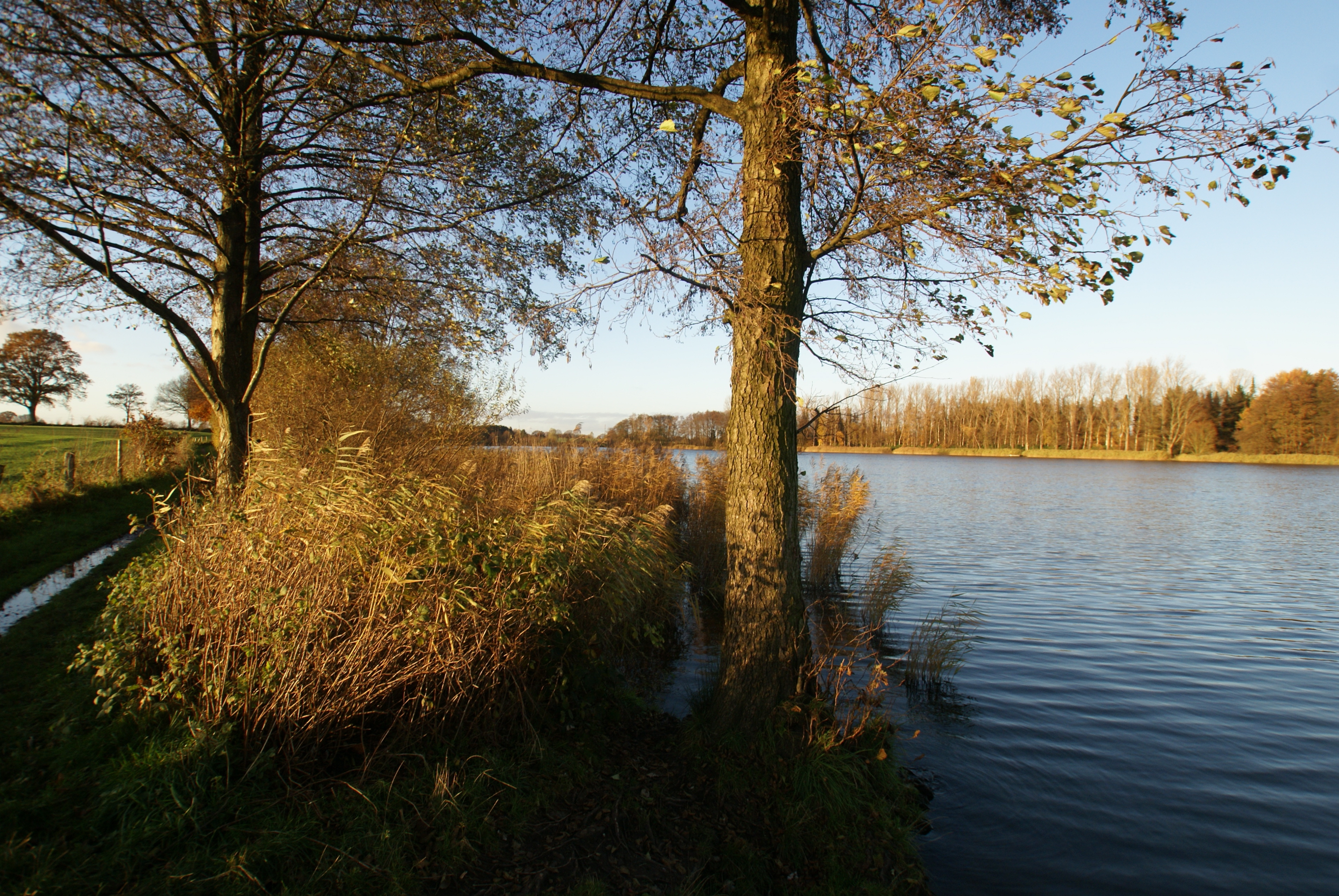
Itzstedter See, das Quellgewässer der Rönne (2010)